# The Radiorama Mega Mix
The Radiorama Mega Mix – singel włoskiego zespołu Radiorama wydany w 1987 roku przez wytwórnię Ariola Records. Jest to megamix złożony z największych przebojów grupy wydanych w latach 1985–1986, w jego skład wchodzą nagrania: „Vampires”, „Hey Hey”, „Aliens”, „Desire” oraz „Chance to Desire”. Singel promował wydany w tym samym okresie drugi album grupy pt. The 2nd Album (na albumie pojawił się jako „Multimix of Radiorama”).

## Lista utworów

### Wydanie na 7"[1]
| A. The Radiorama Mega Mix (Part 1) (6:34) | A. The Radiorama Mega Mix (Part 1) (6:34) | A. The Radiorama Mega Mix (Part 1) (6:34) |
| Nr                                        | Tytuł utworu                              | Długość                                   |
| ----------------------------------------- | ----------------------------------------- | ----------------------------------------- |
| 1.                                        | „Vampires”                                |                                           |
| 2.                                        | „Hey Hey”                                 |                                           |
| 3.                                        | „Aliens”                                  |                                           |

| B. The Radiorama Mega Mix (Part 2) (4:26) | B. The Radiorama Mega Mix (Part 2) (4:26) | B. The Radiorama Mega Mix (Part 2) (4:26) |
| Nr                                        | Tytuł utworu                              | Długość                                   |
| ----------------------------------------- | ----------------------------------------- | ----------------------------------------- |
| 1.                                        | „Desire”                                  |                                           |
| 2.                                        | „Chance to Desire”                        |                                           |

### Wydanie na 12"[2]
| A. The Radiorama Mega Mix | A. The Radiorama Mega Mix | A. The Radiorama Mega Mix |
| Nr                        | Tytuł utworu              | Długość                   |
| ------------------------- | ------------------------- | ------------------------- |
| 1.                        | „Vampires”                | 3:20                      |
| 2.                        | „Hey Hey”                 | 1:45                      |
| 3.                        | „Aliens”                  | 2:00                      |
| 4.                        | „Desire”                  | 1:45                      |
| 5.                        | „Chance to Desire”        | 2:20                      |
|                           |                           | 11:10                     |

B. „Warriors” – 4:16
- Nagranie na stronie B. tego wydania („Warriors”) to nagranie „Warrior” (w tym wydaniu popełniono błąd w zapisie tytułu tego utworu). Pochodzi ono z albumu The 2nd Album.

## Autorzy[3]
- Muzyka: Mauro Farina, Giuliano Crivellente, Aldo Martinelli, Adriano Caglioni, Gianni Mocchetti
- Autor tekstów: Mauro Farina, Giuliano Crivellente, Simona Zanini
- Producent: Marco Bresciani, Paolo Gemma